# Водонагреватель
Водонагреватель — устройство для непрерывного нагрева воды в местной системе водоснабжения. Для нагрева воды водонагреватель использует жидкое, твёрдое или газообразное топливо, электроэнергию или теплоноситель от внешнего источника энергии. По принципу действия водонагреватели делятся на накопительные и проточные.

## Накопительный водонагреватель
Накопительный водонагреватель, или бойлер (от англ. boiler) представляет собой сравнительно большую ёмкость с размещенным в ней или, реже, под ней, источником тепла.
Бойлер может также нагреваться с помощью размещенного внутри него ТЭНа или расположенной под нагревательной емкостью газовой горелкой.
Существуют также комбинированные модели, включающие два или реже более видов нагревательных элементов. Например: ТЭН + теплообменник; теплообменник, работающий от системы отопления + теплообменник, нагреваемый солнечным коллектором.
Водонагревательная ёмкость снаружи защищена слоем теплоизоляции и защитным кожухом. Снаружи к нагревательному элементу подсоединяется пульт управления, обязательно включающий управление температурой. Обычно это биметаллический термостат. Нагрев включается, когда термодатчик регистрирует в баке температуру ниже установленной.
Различают водонагреватели закрытого (напорного) и открытого (безнапорного) типов.
- Бойлер закрытого типа можно использовать в системе централизованного водоснабжения нескольких водоразборных точек. Нагревательная ёмкость в них изготовлена из металла (эмалированная сталь, нержавеющая сталь, медь). 
Для того, чтобы избежать повреждения ёмкости из-за повышения давления, возникающего в результате расширения воды при нагреве, вместе с бойлером может применяться бак-экспанзомат (расширительный бак) или группа безопасности, состоящая из предохранительного, сбросного и обратного клапанов, при необходимости также дополняется редуктором давления, манометром, термосмесителем. При повышении давления выше номинального значения предохранительного клапана открывается пружинная задвижка, и лишняя вода стравливается в канализацию. Обратный клапан мешает расширившейся воде, а, значит, обладающей более высоким давлением по сравнению с подающейся холодной водой, уйти обратно в холодную трубу. Группа безопасности размещается на подающем патрубке непосредственно на входе в бойлер. 
В стальных баках для предотвращения коррозии применяется катодная защита на основании жертвенного анода, как правило, из магния или цинка, или анода с внешним питанием. Закрытые водонагреватели (бойлеры) бывают трёх видов в зависимости от размера бака:

малые (объём 5-15 литров);
средние (20-150 литров)
большие (до 1000 литров)
- Бойлер открытого типа может снабжать только одну водоразборную точку и только посредством специальной водоразборной арматуры (спецсмеситель). Основным принципом действия такой арматуры является перекрывание сетевой воды, находящейся под давлением, не на выходе, а на входе в бойлер. Это позволяет изготавливать ёмкость из менее прочных материалов, чаще всего пластмассы. Спецсмеситель также выполняет функцию группы безопасности, стравливая в раковину избыточную воду при расширении во время нагрева. 
 Бойлеры закрытого типа могут использоваться со спецсмесителями, но бойлеры открытого типа с группой безопасности и расширительным баком работать не могут. 
 Понятие «безнапорный» вовсе не означает, что ёмкость можно предварительно заполнить, а затем отключить от источника водоснабжения и расходовать воду до тех пор, пока бак не опустошится. 
 Для того, чтобы водоразбор состоялся, и горячая вода полилась из бака, холодная вода должна подаваться в ёмкость под давлением. При этом сам бак будет полностью заполнен водой в любой момент времени. Если напор на входе отсутствует, вода физически не сможет выйти наружу, так как трубка для выхода горячей воды открывается в самой верхней точке бойлера (несмотря на то, что с внешней стороны водонагревателя штуцер горячей воды может находиться где угодно, даже в днище бака). 
Холодная вода, напротив, подается снизу, при этом на конце штуцера установлен рассекатель, в результате чего поступающая вода как бы «стелется» по дну ёмкости. Нагревательный элемент также расположен внизу. В результате за счёт естественной конвекции осуществляется постепенное увеличение температуры по высоте ёмкости, и уже нагретая вода не смешивается с холодной. 
 Для случаев, когда постоянная подача воды отсутствует, предусмотрены специальные водонагреватели без теплоизоляции и выходом.

Существенным преимуществом накопительных обогревателей (бойлеров) является наличие большого бака для накопления воды. Это позволяет обеспечить большой пиковый расход запасённой горячей воды при сравнительно небольшой мощности нагревательного элемента (по сравнению с проточными водонагревателями). Время нагрева воды зависит от объёма бака и мощности водонагревательного элемента. Для сохранения высокой температуры воды используется теплоизоляция, которую выполняют
из пенополиуретана или пенополистирола.

## Проточный водонагреватель
В проточных водонагревателях размер бака сильно уменьшен, так что нагревательная ёмкость представляет собой узкую трубку. Это приводит к быстрому прогреву воды за то время, пока она протекает через нагревательную ёмкость (теплообменник). Есть модели проточных электроводонагревателей, которые устанавливаются на место смесителя, и имеют компактные размеры, как правило это самые дешёвые водонагреватели.
В качестве нагревательного элемента могут использоваться ТЭН, неизолированная спираль, газовая горелка и непрямой нагрев (трубка с нагреваемой водой располагается внутри ёмкости с теплоносителем — кожухотрубный теплообменник). Использовать газовые проточные водонагреватели возможно только при наличии дымохода, который заложен при строительстве дома согласно проекту.
Существуют проточные водонагреватели закрытого и открытого типов. Проточники закрытого типа могут снабжать несколько водоразборных точек, при этом расширительный бак и группа безопасности не требуются. Проточники открытого типа могут снабжать горячей водой только одну водоразборную точку с использованием спецсмесителя.
Проточные газовые водонагреватели различают по типу розжига. Основные применяемые — это поджог газа от пьезоэлемента, от электронного блока и от запальника (пилотной горелки).
Включение нагревательного элемента происходит в момент водоразбора на основании сигналов от датчиков протока (по трубке с нагревательным элементом протекает вода) и температуры (протекающая вода ниже установленной температуры). Выключение нагревательного элемента происходит сразу после окончания водоразбора либо в случае перегрева.
Проточные водонагреватели, в отличие от накопительных, позволяют обходиться без смесителей холодной и горячей воды. Электрические проточные водонагреватели обычно имеют несколько ступеней мощности, на каждой ступени температура регулируется расходом воды. Модели с электронным управлением регулируют мощность нагрева в зависимости от протока и температуры входящей воды, поддерживая постоянной температуру воды на выходе.
Газовые проточные водонагреватели позволяют регулировать температуру изменением подачи газа.
Газовый проточный водонагреватель в быту часто называют газовой колонкой.

## Проточно-накопительный водонагреватель
Водонагреватели проточно-накопительного типа имеют небольшую нагревательную ёмкость, но всё же не такую маленькую, как в проточнике. Электрический нагревательный элемент может коммутироваться на пониженную и повышенную мощность, придавая, таким образом, в зависимости от потребности, водонагревателю качества накопительного или проточного прибора соответственно.